# الکسی نیکولیچ
الکسی نیکولیچ (اسلوونیایی: Aleksej Nikolić؛ زادهٔ ۲۱ فوریهٔ ۱۹۹۵) بازیکن بسکتبال اهل اسلوونی است.
وی در مسابقات کشوری و بین‌المللی در مجموع برندهٔ ۱ مدال طلا شده‌است.